# Lansac (Pirenei Orientali)
Lansac (in occitano Lansac, in catalano Lançac) è un comune francese di 104 abitanti situato nel dipartimento dei Pirenei Orientali nella regione dell'Occitania.

## Società

### Evoluzione demografica
Abitanti censiti